# DHC in het seizoen 1963/64
Het seizoen 1963/1964 was het negende jaar in het bestaan van de Delftse betaaldvoetbalclub DHC. De club kwam uit in de Eerste divisie en eindigde daarin op de achtste plaats. Tevens deed de club mee aan het toernooi om de KNVB beker, hierin werd in de tweede ronde verloren van Excelsior (0–1).

## Wedstrijdstatistieken

### Eerste divisie
|       | BVV   | Eindhoven | Elinkwijk | Enschedese Boys | Excelsior | Fortuna | RBC   | SHS   | Sittardia | Telstar | Veendam | Velox | De Volewijckers | VVV   | Willem II |
| ----- | ----- | --------- | --------- | --------------- | --------- | ------- | ----- | ----- | --------- | ------- | ------- | ----- | --------------- | ----- | --------- |
| Thuis | 1 – 1 | 3 – 1     | 4 – 1     | 1 – 2           | 1 – 3     | 1 – 1   | 0 – 0 | 2 – 1 | 0 – 0     | 2 – 1   | 1 – 1   | 1 – 1 | 2 – 1           | 1 – 1 | 3 – 6     |
| Uit   | 0 – 2 | 5 – 4     | 1 – 4     | 3 – 3           | 2 – 0     | 2 – 1   | 0 – 1 | 5 – 2 | 1 – 3     | 1 – 2   | 0 – 0   | 2 – 2 | 3 – 3           | 0 – 1 | 5 – 0     |

### KNVB beker
| 1e ronde                                           | DHC                                           | 3 – 2 (1 – 2) | Vitesse                         |
| 29 september 1963 Plaats: Delft Brasserskade       | Carol Schuurman Lex Rijnvis Darius Dhlomo 65' |               | 2' Jan Seelen 16' Danilo Presta |
| 2e ronde                                           | DHC                                           | 0 – 1 (0 – 0) | Excelsior                       |
| 26 november 1963 Plaats: Den Haag Sportterrein VUC |                                               |               | 67' Frans van der Burg          |

## Statistieken DHC 1963/1964

### Eindstand DHC in de Nederlandse Eerste divisie 1963 / 1964
| Stand | Gespeeld | Gewonnen | Gelijk | Verloren | Punten | Doelpunten voor | Doelpunten tegen |
| ----- | -------- | -------- | ------ | -------- | ------ | --------------- | ---------------- |
| 8e    | 30       | 11       | 11     | 8        | 33     | 51              | 51               |

### Topscorers
| #      | Naam              | Goal |
| ------ | ----------------- | ---- |
| 1.     | Lex Rijnvis       | 12   |
| 2.     | Carol Schuurman   | 10   |
| 3.     | Henny den Engelse | 9    |
| 4.     | Cor van Galen     | 6    |
| 5.     | Henk Angenent     | 3    |
| 6.     | Wienus Schook     | 2    |
| 6.     | Wim Tetteroo      | 2    |
| 6.     | Piet Verhagen     | 2    |
| 6.     | Piet Zeegers      | 2    |
| 10.    | Dirk Bavelaar     | 1    |
| 10.    | Eddy Blok         | 1    |
| 10.    | Hans Dorjee       | 1    |
| Totaal | Totaal            | 51   |

| #      | Naam            | Goal |
| ------ | --------------- | ---- |
| 1.     | Darius Dhlomo   | 1    |
| 1.     | Lex Rijnvis     | 1    |
| 1.     | Carol Schuurman | 1    |
| Totaal | Totaal          | 3    |

## Voetnoten
BVV ·
DHC ·
Elinkwijk ·
Enschedese Boys ·
Eindhoven ·
Excelsior ·
Fortuna ·
RBC ·
SHS ·
Sittardia ·
Telstar ·
Veendam ·
Velox ·
De Volewijckers ·
VVV ·
Willem II